# Hakea kippistiana
Hakea kippistiana är en tvåhjärtbladig växtart som beskrevs av Meissn.. Hakea kippistiana ingår i släktet Hakea och familjen Proteaceae. Inga underarter finns listade i Catalogue of Life.